# Проспект Металлургов (Кривой Рог)
Проспект Металлургов (укр. Проспект Металургів) — проспект в Металлургическом районе Кривого Рога. Центральный проспект Соцгорода, важная транспортная магистраль города.

## История

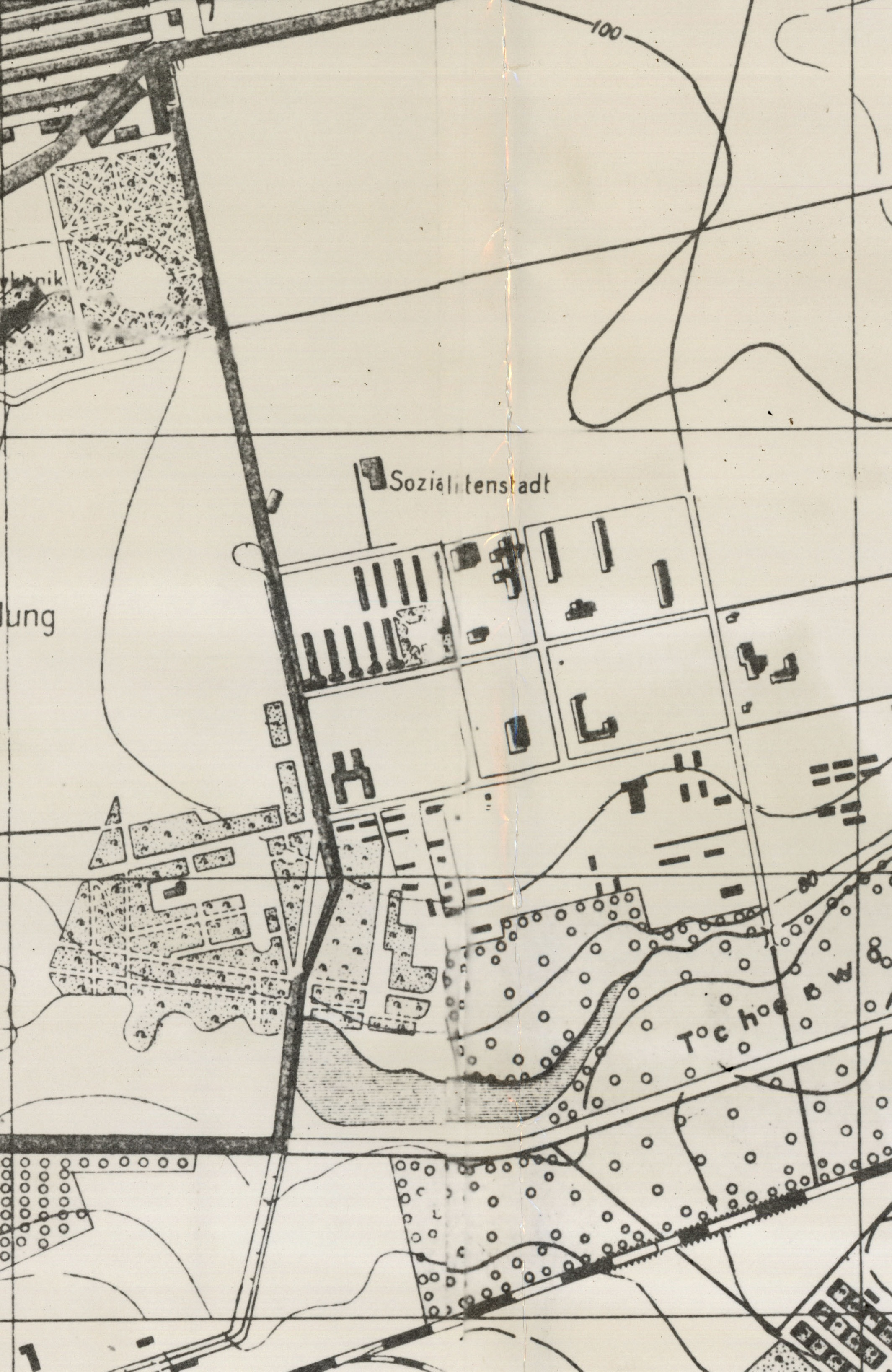
Проспект Металлургов на немецкой карте 1943 года

Начало формирования проспекта пришлось на середину 1930-х годов и связано со строительством завода «Криворожсталь» и его жилого массива — Соцгорода, которые и соединял проспект. Развитие пришлось на 1950-1970-е годы.

## Характеристика
Двухсторонний двухполосный асфальтированный проспект. Общая длина проспекта составляет 2,82 км, ширина — 22 м. Берёт своё начало на Третьем Участке, на улице Криворожстали (бывшая улица Орджоникидзе) возле завода «АрселорМиттал Кривой Рог» и тянется на север, заканчиваясь на площади Горького на 95 квартале.
Пересекается с улицами Соборности, Вадима Гурова, Виталия Матусевича.

## Транспорт
Проспект Металлургов является важной транспортной магистралью Кривого Рога — по проспекту ходят троллейбусы, автобусы и маршрутные такси.
Во второй половине 1960-х годов по проспекту Металлургов была проложена троллейбусная линия, которая функционирует и сейчас. Троллейбусное сообщение соединяет Соцгород с северными районами Кривого Рога, Городом, железнодорожными станциями Кривой Рог (Червоная) и Кривой Рог-Главный.
На пересечении проспекта Металлургов и улицы Соборности, на углу парка имени Богдана Хмельницкого, располагается одна из четырёх подземных станций скоростного трамвая — «Проспект Металлургов».
С 11 декабря 1935 года и до 1989 года по проспекту Металлургов проходила трамвайная линия. Однако, в связи со строительством скоростного трамвая, часть линии городского трамвая была перенесена на Святогеоргиевскую улицу (бывшая улица Рязанова). Сейчас проспект Металлургов только пересекает трамвайную линию на перекрёстке с улицей Соборности (бывшая улица Косиора).

## Достопримечательности

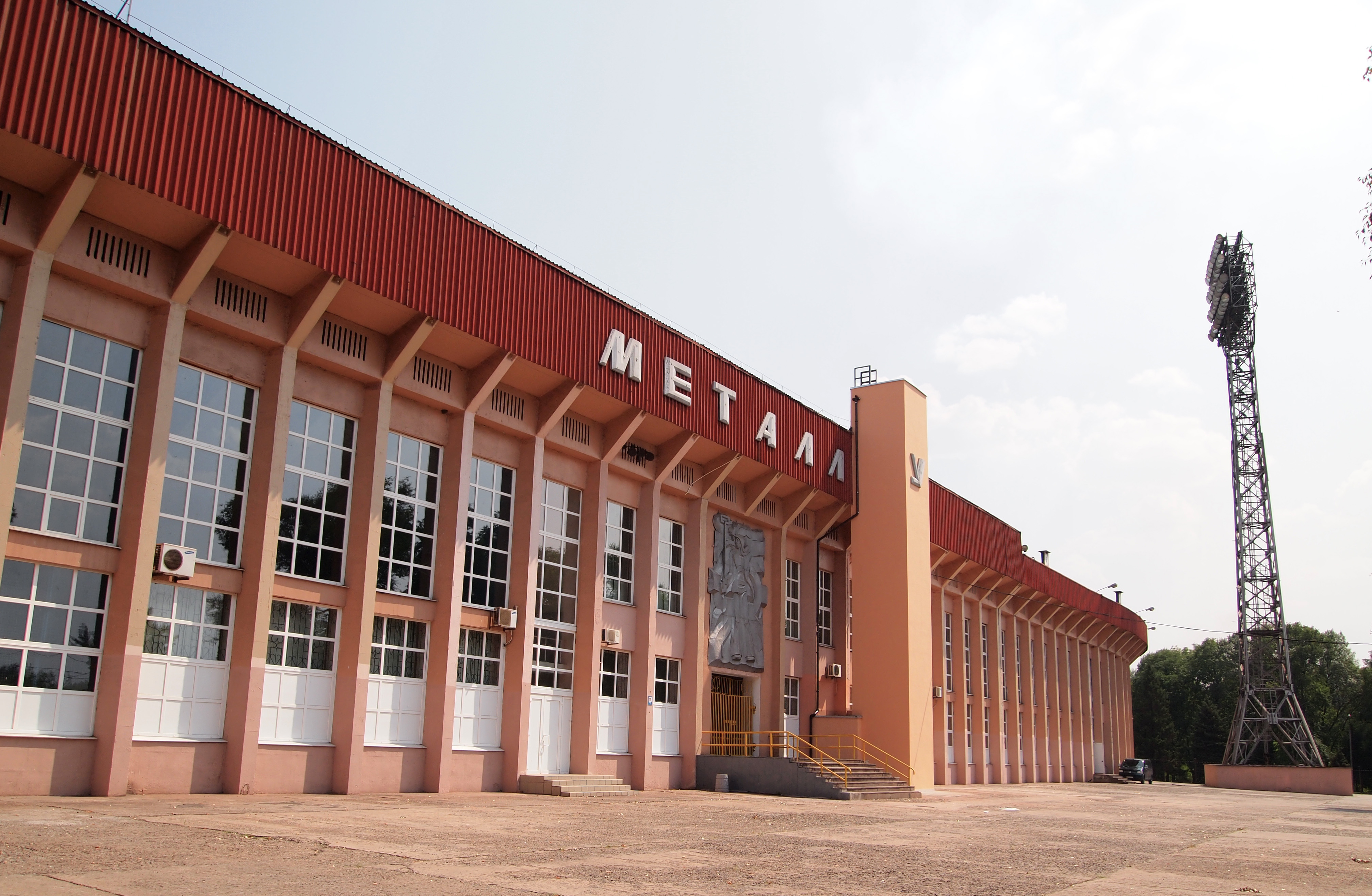
Стадион «Металлург» со стороны Проспекта Металлургов

- Парк имени Богдана Хмельницкого;
- Дворец культуры металлургов;
- Стадион «Металлург»;
- Парк Героев;
- Цветочные часы.